# Ischnocanaba
Ischnocanaba is een geslacht van vlinders van de familie zilvervlekmotten (Heliozelidae).

## Soorten
- I. euryzona Bradley, 1961